# 家来
家来（けらい）とは、主人に対する従者を意味する用語。
古くは公家の摂家や大臣家と礼儀見習いの殿上人との間で結んだ仮の主従関係である家礼（けれい）に由来するとも言われている。
やがて、公家の従者たる武士をも指すようになり、武士の従者となった武士に対してまでもこの言葉が用いられるようになった。また、家庭内労働従事者にたいして、この用語が使用される場合がある。

## 用語
- 家来（武士） - 貴人または武家の従者。主との間で独特の主従関係を生み出した。→御家人・家臣・郎党・侍
- 家来（家庭内労働者） - 使用人・奉公人・徒弟・下人・女中・メイド